# Dietmar von Aist

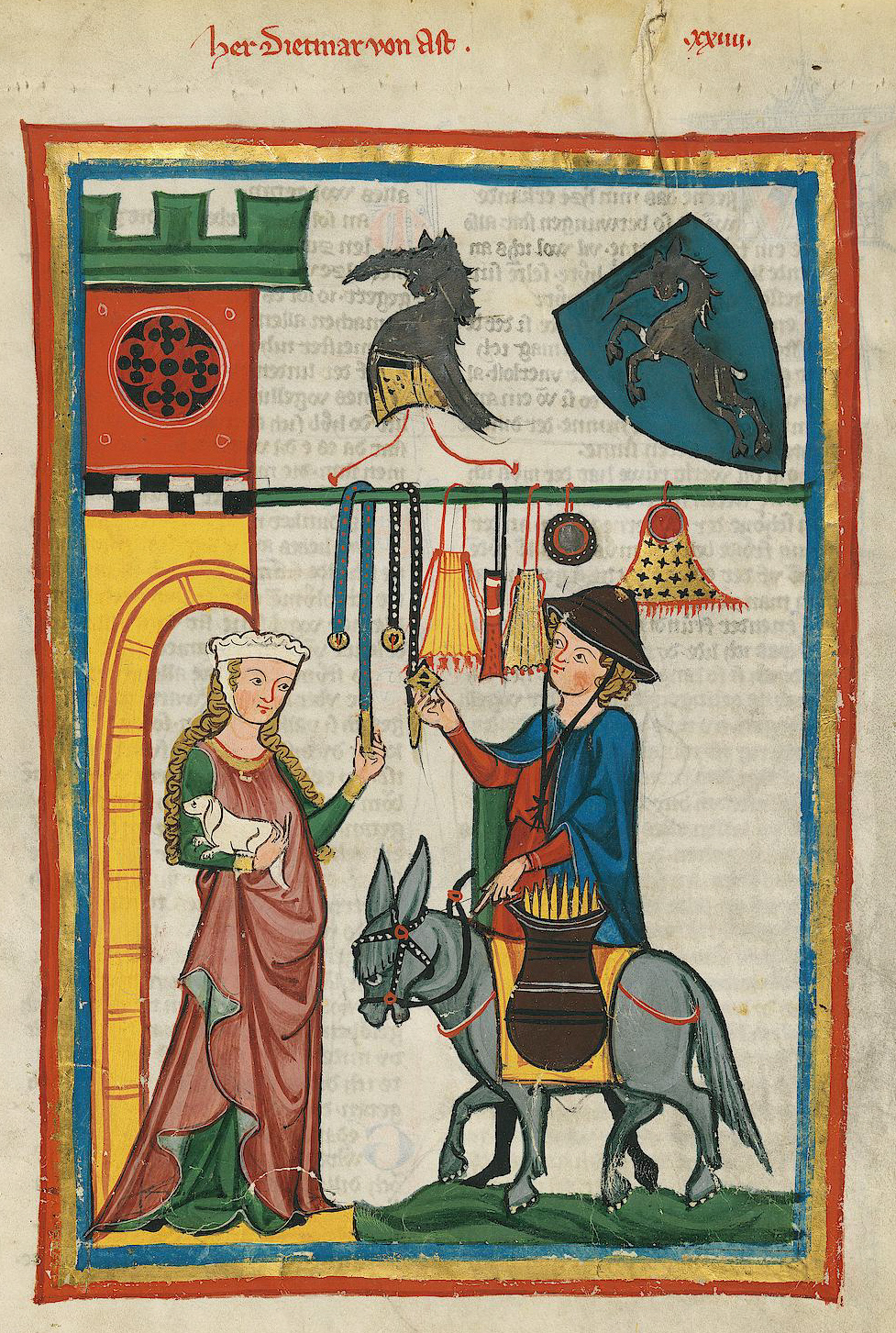
Dietmar von Aist pictured as a peddler in the Codex Manesse, f. 64r

Dietmar von Aist (c. 1115 – c. 1171) là một Minnesinger trong một gia đình nam tước ở Duchy của Áo, phong cách của ông đại diện cho thơ trữ tình ở khu vực sông Danube.

## Cuộc đời sự nghiệp
Dietmar von Aist được nhắn đến từ khoảng 1139 trở đi trong hồ sơ hiện đại từ Salzburg, Regensburg và Vienna. Họ của ông có thể là tên của con sông Aist, một nhánh bên trái của sông Danube, sông Enns.
Ông là một Minnesinger sớm nhất, ông là một trong những nhà thơ đầu tiên sử dụng điệp khúc và hình thức Tagelied từ Wechsel. Các chủ đề ca khúc của ông chủ yếu đề cập đến mối quan hệ giữa nam và nữ (tình yêu, chia tay,..)